# Kaniwhaniwhanus chapmani
Kaniwhaniwhanus chapmani är en tvåvingeart som beskrevs av Boothroyd 1999. Kaniwhaniwhanus chapmani ingår i släktet Kaniwhaniwhanus och familjen fjädermyggor. Inga underarter finns listade i Catalogue of Life.